# 海南摄影美术出版社
海南摄影美术出版社是中国大陆的一家出版机构，成立于1988年，位于海南省海口市，出版社代号8057，主要出版和引进国外摄影、美术艺术资料，挖掘和反映海南特区建设、风土人情的文化资料，致力于艺术出版事业的开拓。由于出版盗版日本漫画，于1997年吊销出版许可证。